# Тірумаларая Аравіду
Тірумаларая Аравіду (*д/н —1578) — магараджахіраджа (цар царів) Віджаянагарської імперії у 1570–1572 роках.

## Життєпис
Походив з роду Аравіду. За фактичного правління свого брата Рамараї брав участь в більшості походів. У 1565 році, після поразки Рамараї при Талікоті, подальшого пограбування Віджаянагара, Тірумаларая захопивши перед тим державну скарбницю й номінального правителя Садашівараю відступив до Пенугонди. Вона стала новою столицею імперії.
Тілумалая як фактичний правитель намагався відновити статус держави, проте стикнувся з численними повстаннями науяків (намісників), що бажали стали незалежними. Водночас продовжувалися атаки з боку султанів Біджапуру й Голконди. У 1567 році віджаянагарці розбили армію Біджапура. Водночас Тірумалая зумів тимчасово приборкати наяків, але натомість визнав їх напівавтономний статус. У 1568 році для успішно контроля за державою робить своїм співправителем брата Векатапаті I.
У 1570 році він повалив правителя Садашівараю, оголосивши себе магараджахіраджею. Втім внаслідок віку та хвороб не довго обійняв трон. У 1572 році зрікся влади. останні роки провів в ашрамах. Помер у 1578 році.